# بين هودجز
بين هودجز (بالإنجليزية: Ben Hodges)‏ هو عسكري أمريكي، ولد في 6 أبريل 1958 في كوينسي في الولايات المتحدة.